# Championnat du Koweït de football 2014-2015
Navigation
Saison précédente Saison suivante
La saison 2014-2015 du Championnat du Koweït de football est la cinquante-troisième édition du championnat de première division au Koweït. La Premier League regroupe les quatorze meilleurs clubs du pays, regroupés au sein d'une poule unique où ils s'affrontent deux fois au cours de la saison, à domicile et à l'extérieur. À l'issue du championnat, il n'y a ni promotion, ni relégation en fin de saison.
C'est le club de Koweït SC qui est sacré champion du Koweït cette saison après avoir terminé invaincu en tête du classement final, ne devançant Al Arabi Sporting Club que grâce à une meilleure différence de buts. Il s'agit du douzième titre de champion de l'histoire du club.

## Les clubs participants
Légende des couleurs
- Phase de groupes de la Coupe de l'AFC 2015
- Phase de groupes de la Coupe de l'UAFA 2014-2015
- Promu de First Division

| Club                   | Ville                     | Stade                          | Capacité |
| ---------------------- | ------------------------- | ------------------------------ | -------- |
| Al Arabi Sporting Club | Koweït City (Mansuriyah)  | Stade Sabah Al-Salem           | 22 000   |
| Al-Fehayheel           | Koweït City (Fehayheel)   | Stade Nayif Daboos             | 3 000    |
| Al-Jahra               | Al-Jahra                  | Stade Al-Shabab Mubarak Alaiar | 17 000   |
| Al-Kuwait              | Koweït City (Kaifan)      | Stade Al-Kuwait SC             | 18 500   |
| Al-Nasr                | Al-Farwaniyah (Ardiya)    | Stade Ali Al-Salem Al-Sabah    | 10 000   |
| Al-Qadsia              | Koweït City (Hawalli)     | Stade Mohammed Al-Hamad        | 22 000   |
| Al-Sahel               | Abou Halifa               | Stade Abou Halifa              | 5 000    |
| Al-Salmiya             | Al-Salmiya                | Stade Thamir                   | 16 105   |
| Al-Shabab              | Al-Ahmadi                 | Stade Al-Ahmadi                | 18 000   |
| Al-Salibikhaet         | Koweït City (Salibikhaet) | Stade Al-Salibikhaet           | 7 000    |
| Al-Tadamon             | Farwaniya                 | Stade Farwaniya                | 15 000   |
| Kazma                  | Koweït City (Adiliya)     | Stade Al-Sadaqua Walsalam      | 21 500   |
| Khaitan                | Koweït City (Khaitan)     | Stade Khaitan                  | 3 000    |
| Al-Yarmouk             | Koweït City (Mishref)     | Stade Mishref                  | 13 000   |

## Compétition

### Classement
Le barème utilisé pour établir le classement est le suivant :
- Victoire : 3 points
- Match nul : 1 point
- Défaite : 0 point

| Rang | Équipe                 | Pts | J  | G  | N | P  | Bp | Bc | Diff |
| ---- | ---------------------- | --- | -- | -- | - | -- | -- | -- | ---- |
| 1    | Koweït SC              | 66  | 26 | 20 | 6 | 0  | 78 | 12 | +66  |
| 2    | Al Arabi Sporting Club | 66  | 26 | 21 | 3 | 2  | 66 | 12 | +54  |
| 3    | Al-Jahra               | 57  | 26 | 17 | 6 | 3  | 57 | 23 | +34  |
| 4    | Qadsia SC'T'C          | 56  | 26 | 17 | 5 | 4  | 61 | 21 | +40  |
| 5    | Al-Salmiya SC          | 54  | 26 | 16 | 6 | 4  | 70 | 25 | +45  |
| 6    | Kazma SC               | 53  | 26 | 16 | 5 | 5  | 60 | 30 | +30  |
| 7    | Al-Salibikhaet SC      | 33  | 26 | 9  | 6 | 11 | 26 | 34 | -8   |
| 8    | Khaitan SC             | 30  | 26 | 8  | 6 | 12 | 32 | 40 | -8   |
| 9    | Al Nasr Koweït         | 23  | 26 | 6  | 5 | 15 | 25 | 41 | -16  |
| 10   | Al-Shabab Koweït       | 19  | 26 | 4  | 7 | 15 | 21 | 58 | -37  |
| 11   | Al Yarmouk             | 17  | 26 | 3  | 8 | 15 | 26 | 50 | -24  |
| 12   | Al-Sahel SC            | 14  | 26 | 3  | 5 | 18 | 25 | 73 | -48  |
| 13   | Al Fehayheel           | 13  | 26 | 3  | 4 | 19 | 24 | 70 | -46  |
| 14   | Al Tadamon Farwaniya   | 8   | 26 | 2  | 2 | 22 | 15 | 89 | -74  |

| Légende : Qualifications et relégations | Légende : Qualifications et relégations                            |
| --------------------------------------- | ------------------------------------------------------------------ |
|                                         | Qualification pour la Ligue des champions de l'AFC 2016            |
|                                         | Qualification pour la Coupe de l'AFC 2016                          |
|                                         | Qualification pour la Coupe du golfe des clubs champions 2015-2016 |
|                                         | T : Tenant du titre 2013-2014 C : Vainqueur de la Coupe du Koweït  |

## Bilan de la saison
| Championnat du Koweït de football 2014-2015  |                        |
| Champion                                     | Koweït SC (12e titre)  |
| Coupes et trophées                           |                        |
| Vainqueur de la Coupe du Koweït 2014-2015    | Qadsia SC              |
| Qualifications continentales                 |                        |
| Ligue des champions de l'AFC 2016            | Al-Kuwait              |
| Coupe de l'AFC 2016                          | Qadsia SC              |
| Coupe du golfe des clubs champions 2015-2016 | Al Arabi Sporting Club |
| Coupe du golfe des clubs champions 2015-2016 | Al-Jahra               |
| Promotions et relégations                    |                        |
| Promus en Premier League                     | Aucun                  |
| Relégués en First Division                   | Aucun                  |